# Saint-Armel (Ille-et-Vilaine)
Pour les articles homonymes, voir Saint-Armel.
Saint-Armel est une commune française située dans le département d'Ille-et-Vilaine en région Bretagne, peuplée de 2 344 habitants.
Ses habitants sont les Arméliens et les Arméliennes.

## Géographie

### Localisation
Saint-Armel est située à 13 km au sud de Rennes. La ville fait partie du canton de Janzé et de Rennes Métropole.

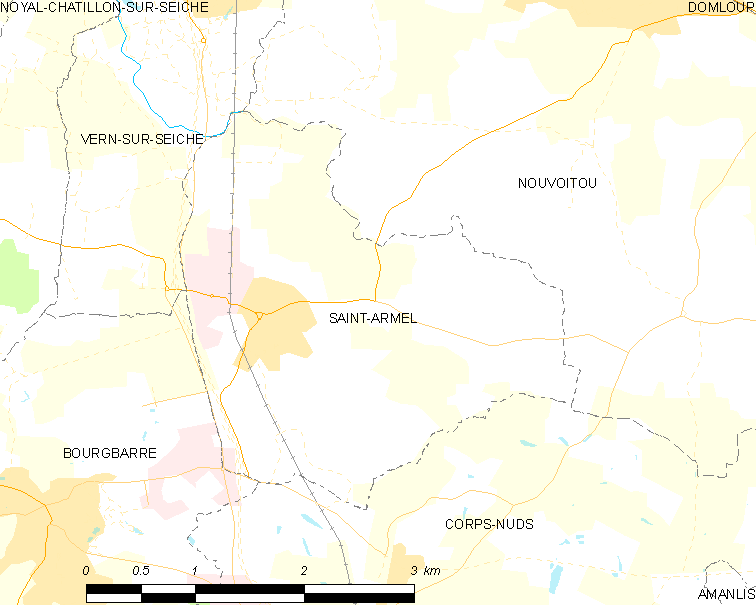
Carte de la commune de Saint-Armel.

| Vern-sur-Seiche |             | Nouvoitou  |
|                 | Saint-Armel |            |
| Bourgbarré      |             | Corps-Nuds |

### Transports

#### Réseau routier
La quatre voies de Rennes à Angers (ancienne route nationale 163 et actuellement route départementale 163) passe à l'ouest du bourg et forme une partie de la limite ouest de la commune.
Saint-Armel est desservie par le Service des transports en commun de l'agglomération rennaise (STAR) de Rennes Métropole via les lignes 73 (62 les vendredis et samedis soir et les dimanches et jours fériés) et 173ex.

#### Réseau ferré
La gare de Saint-Armel sur la ligne de Châteaubriant à Rennes est desservie par le TER.

### Hydrographie
Pour un article plus général, voir Réseau hydrographique d'Ille-et-Vilaine.
La commune est située dans le bassin Loire-Bretagne. Elle est drainée par la Seiche, le Prunelay,,.
La Seiche, d'une longueur de 97 km, prend sa source dans la commune du Pertre et se jette  dans la Vilaine à Bruz, après avoir traversé 24 communes. 

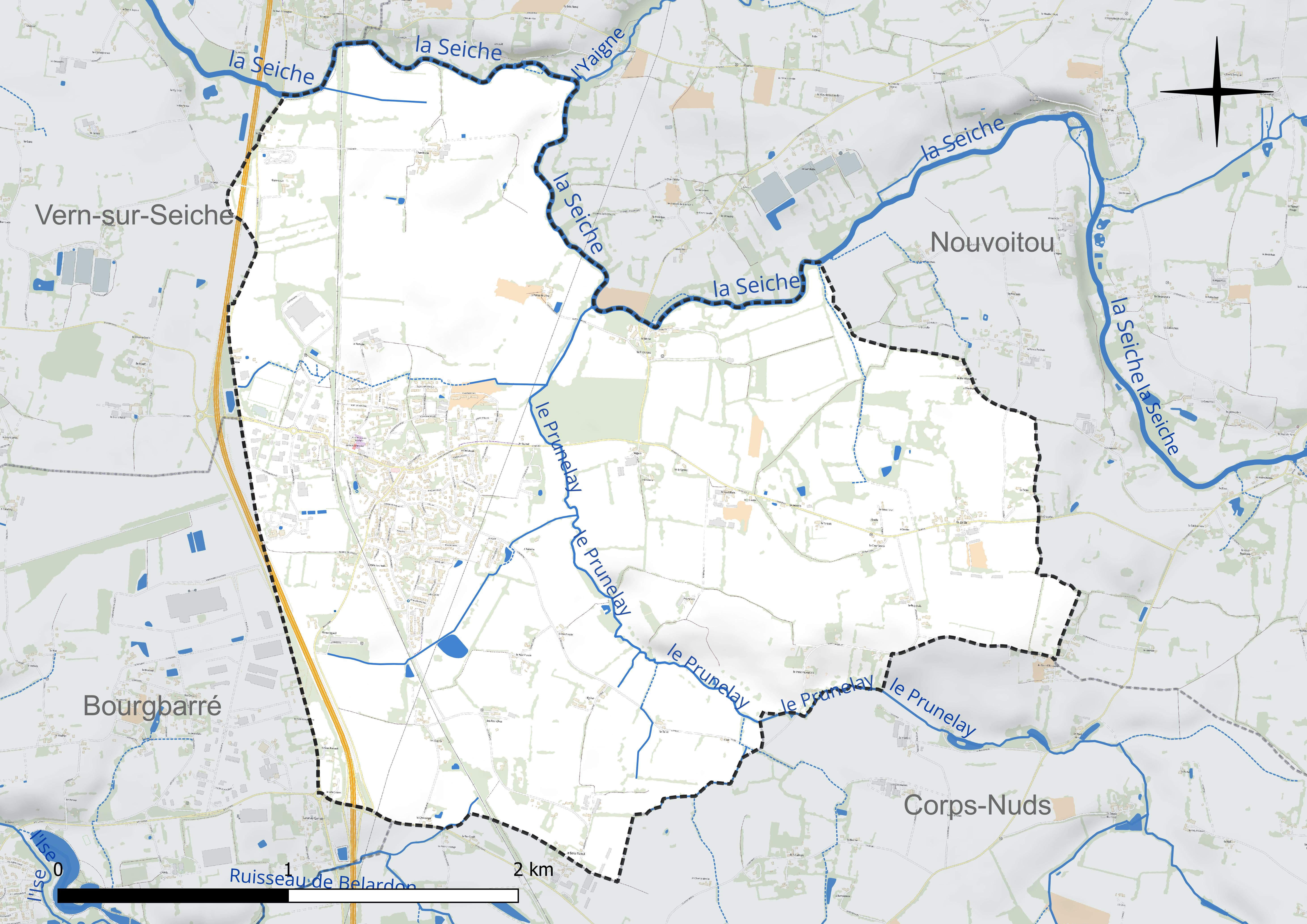
Réseau hydrographique de Saint-Armel.

### Climat
Pour des articles plus généraux, voir Climat de la Bretagne et Climat d'Ille-et-Vilaine.
En 2010, le climat de la commune est de type climat océanique altéré, selon une étude du CNRS s'appuyant sur une série de données couvrant la période 1971-2000. En 2020, Météo-France publie une typologie des climats de la France métropolitaine dans laquelle la commune est exposée à un climat océanique et est dans la région climatique  Bretagne orientale et méridionale, Pays nantais, Vendée, caractérisée par une faible pluviométrie en été et une bonne insolation. Parallèlement l'observatoire de l'environnement en Bretagne publie en 2020 un zonage climatique de la région Bretagne, s'appuyant sur des données de Météo-France de 2009. La commune est, selon ce zonage, dans la zone « Sud Est », avec des étés relativement chauds et ensoleillés.  
Pour la période 1971-2000, la température annuelle moyenne est de 11,7 °C, avec une amplitude thermique annuelle de 13,1 °C. Le cumul annuel moyen de précipitations est de 717 mm, avec 11,5 jours de précipitations en janvier et 6,4 jours en juillet. Pour la période 1991-2020, la température moyenne annuelle observée sur la station météorologique la plus proche, située sur la commune de Saint-Jacques-de-la-Lande à 11 km à vol d'oiseau, est de 12,4 °C et le cumul annuel moyen de précipitations est de 691,0 mm,. Pour l'avenir, les paramètres climatiques de la commune estimés pour 2050 selon différents scénarios d'émission de gaz à effet de serre sont consultables sur un site dédié publié par Météo-France en novembre 2022.

## Urbanisme

### Typologie
Au 1er janvier 2024, Saint-Armel est catégorisée bourg rural, selon la nouvelle grille communale de densité à sept niveaux définie par l'Insee en 2022.
Elle est située hors unité urbaine. Par ailleurs la commune fait partie de l'aire d'attraction de Rennes, dont elle est une commune de la couronne,. Cette aire, qui regroupe 183 communes, est catégorisée dans les aires de 700 000 habitants ou plus (hors Paris),.

### Occupation des sols
L'occupation des sols de la commune, telle qu'elle ressort de la base de données européenne d'occupation biophysique des sols Corine Land Cover (CLC), est marquée par l'importance des territoires agricoles (86,7 % en 2018), en diminution par rapport à 1990 (92,9 %). La répartition détaillée en 2018 est la suivante : 
zones agricoles hétérogènes (52,3 %), terres arables (26,8 %), prairies (7,6 %), zones urbanisées (7 %), zones industrielles ou commerciales et réseaux de communication (6,1 %), mines, décharges et chantiers (0,1 %). L'évolution de l'occupation des sols de la commune et de ses infrastructures peut être observée sur les différentes représentations cartographiques du territoire : la carte de Cassini (XVIIIe siècle), la carte d'état-major (1820-1866) et les cartes ou photos aériennes de l'IGN pour la période actuelle (1950 à aujourd'hui).

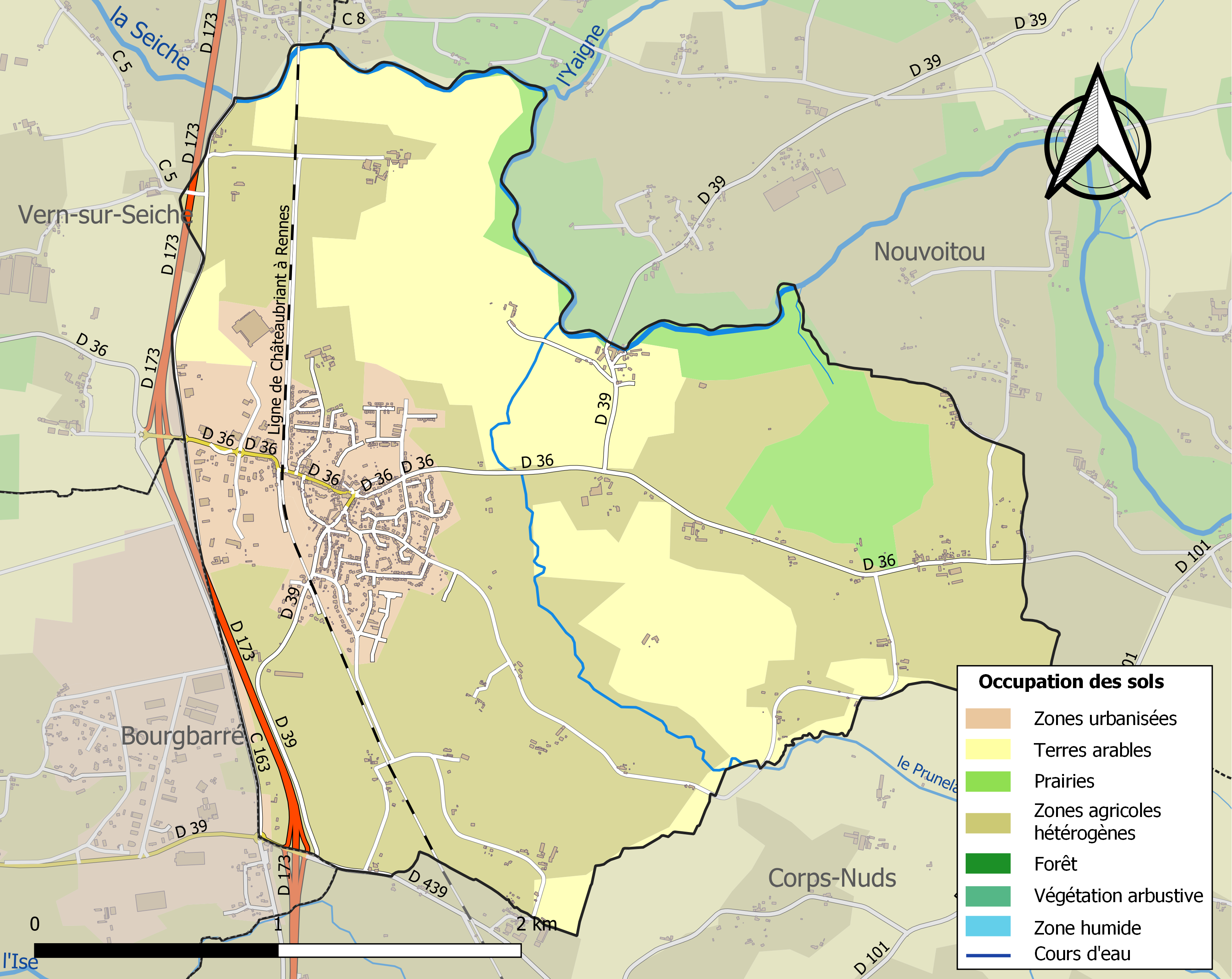
Carte des infrastructures et de l'occupation des sols de la commune en 2018 (CLC).

## Toponymie
Les formes anciennes attestées sont Bochod (VIe siècle), Sancto Ermagero (1152), Sancti Armagilli (1516).
Son nom vient de Saint-Armel des Boschaux, moine d'origine galloise venu en Bretagne au VIe siècle.
La forme bretonne proposée par l'Office public de la langue bretonne est Sant-Armael-ar-Gilli .

## Histoire
Les historiens s'accordent à penser[évasif] que le village tire son nom de saint Armel, comme Ploërmel et Saint-Armel dans le Morbihan. Ce célèbre saint du VIe siècle terrassa selon la légende locale  un dragon dans une forêt voisine. Il fonda un monastère au lieu-dit les Boschaux, sur le territoire de l'actuelle commune, et c'est là qu'il mourut à une date sur laquelle les sources ne sont pas accordées, en 552 ou 570.
Traditionnellement, le dragon représente pour la chrétienté le paganisme. On peut donc supposer que cet acte de la mise à mort du dragon tient au fait que saint Armel a largement œuvré pour la christianisation de la commune et par la même provoqué le recul de la croyance païenne.
Une autre légende fondatrice mentionne le rôle que saint Armel joua durant la plus grave sécheresse connue de l'histoire de la commune. Une fois l'intégralité des puits asséché et l'ensemble des récoltes dévastée, la population désespérée supplia le saint de la délivrer de ses tourments. Saint Armel planta alors un bâton dans le sol et pria. L'eau se mit alors à jaillir abondamment de ce point pour, selon le saint, mettre éternellement à l'abri de la sécheresse la population. Cette fontaine miraculeuse existe toujours et est visitée chaque année par de nombreux chrétiens en quête de ses vertus miraculeuses. La voie qui y mène, le chemin de la Fontaine, commence devant la mairie de la commune.
On trouve d'ailleurs encore aujourd'hui dans l'église une relique, la mâchoire du saint.
Sur le territoire de la commune se trouve le château de Chambières, érigé en vicomté en décembre 1642 pour François Loaisel, président à mortier au parlement de Bretagne (en 1635), et unie ensuite (mars 1660) à son marquisat de Brie.

## Politique et administration

### Rattachements administratifs et électoraux

#### Circonscriptions de rattachement
Saint-Armel appartient à l'arrondissement de Rennes et au canton de Janzé depuis le redécoupage cantonal de 2014. Avant cette date, elle était rattachée au canton de Châteaugiron.
Pour l'élection des députés, la commune fait partie de la cinquième circonscription d'Ille-et-Vilaine, représentée depuis juin 2017 par Christine Le Nabour (RE). Elle appartenait à la circonscription de Rennes sous le Second Empire puis à la deuxième circonscription de Rennes sous la IIIe République et enfin à la 2e circonscription (Rennes-Sud) de 1958 à 1986.

#### Intercommunalité
Le 1er janvier 2000, la commune intègre Rennes Métropole (anciennement Rennes District). Avant cette date, Saint-Armel était ce qu'on appelle une commune isolée, c'est-à-dire n'appartenant à aucune structure intercommunale.
Saint-Armel fait aussi partie du Pays de Rennes.

#### Institutions judiciaires
Sur le plan des institutions judiciaires, la commune relève du tribunal judiciaire (qui a remplacé le tribunal d'instance et le tribunal de grande instance le 1er janvier 2020), du tribunal pour enfants, du conseil de prud'hommes, du tribunal de commerce, de la cour d'appel et du tribunal administratif de Rennes et de la cour administrative d'appel de Nantes.

### Administration municipale
Le nombre d'habitants au dernier recensement étant compris entre 1 500 et 2 499, le nombre de membres du conseil municipal est de 19.

### Tendances politiques et résultats

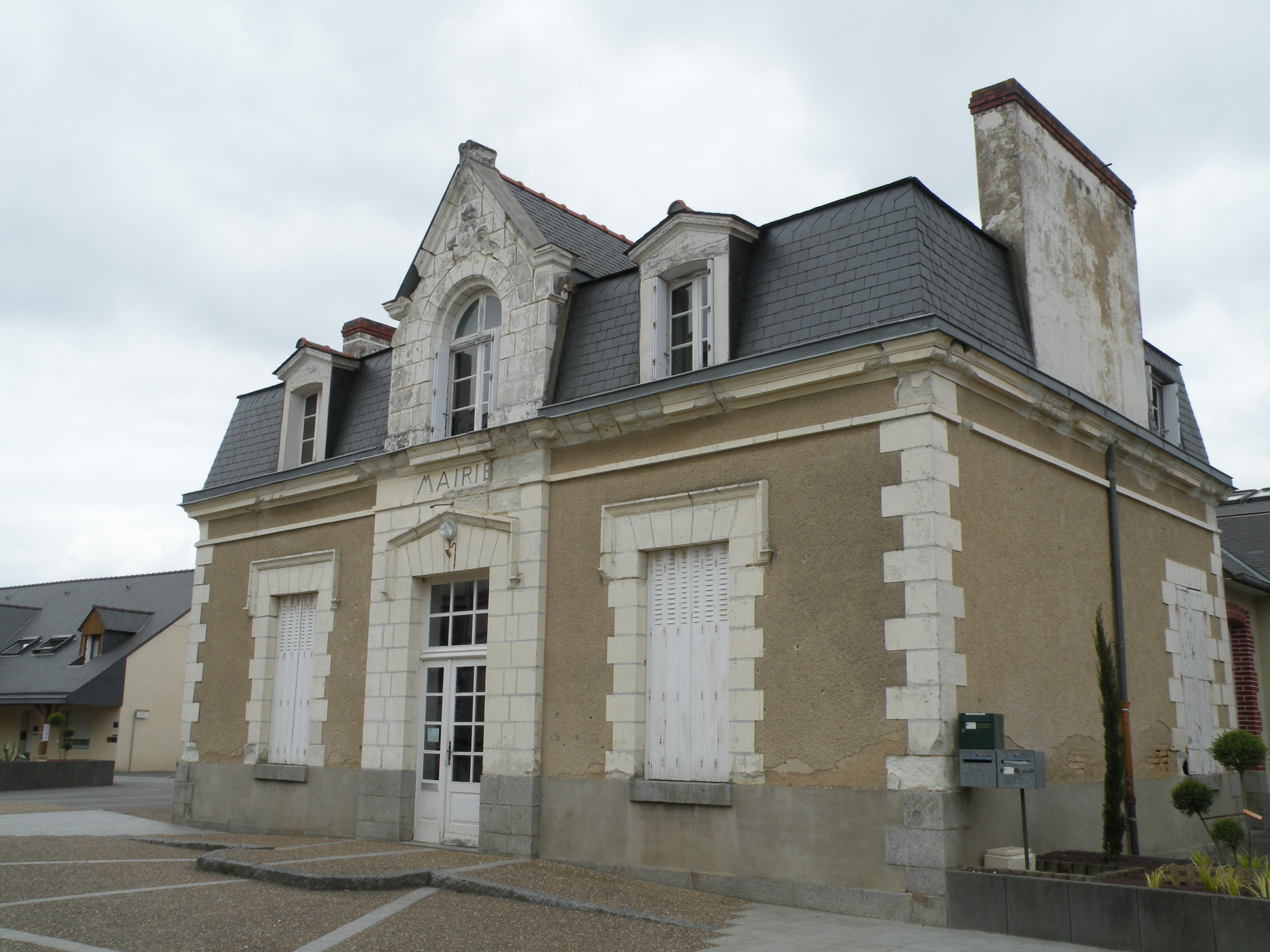
La mairie.

### Liste des maires
| Période                                  | Période           | Identité                    | Étiquette   | Qualité                                          |
| ---------------------------------------- | ----------------- | --------------------------- | ----------- | ------------------------------------------------ |
| 1900                                     | 1904              | Pierre Frogerais            |             |                                                  |
| 1904                                     | 1912              | Pierre-Marie Marolle        |             |                                                  |
| 1912                                     | mai 1929          | Augustin Picquerel          |             | Minotier Réélu en 1919 et 1925                   |
| mai 1929                                 | mars 1956 (décès) | Louis Bourdon père          | URD→Rad ind | Directeur d'un magasin de vêtements              |
| 1956                                     | mars 1971         | Louis Bourdon fils          |             |                                                  |
| mars 1971                                | mars 1983         | Charles Miorcec de Kerdanet |             |                                                  |
| mars 1983                                | 1985              | Lucien Boyer                |             | Agent de maîtrise                                |
| 1985                                     | 25 mars 1989      | Pierre Grosdoy              |             |                                                  |
| 25 mars 1989                             | 14 mars 2008      | Daniel Trotoux              | PS          | Technicien à la ville de Rennes, maire honoraire |
| 14 mars 2008                             | 25 mai 2020       | Pierric Houssel             | DVD         | Responsable d'agence bancaire                    |
| 25 mai 2020                              | En cours          | Morgane Madiot              | EÉLV-LÉ     | Cheffe de projet                                 |
| Les données manquantes sont à compléter. |                   |                             |             |                                                  |

## Démographie
L'évolution du nombre d'habitants est connue à travers les recensements de la population effectués dans la commune depuis 1793. Pour les communes de moins de 10 000 habitants, une enquête de recensement portant sur toute la population est réalisée tous les cinq ans, les populations de référence des années intermédiaires étant quant à elles estimées par interpolation ou extrapolation. Pour la commune, le premier recensement exhaustif entrant dans le cadre du nouveau dispositif a été réalisé en 2004.
En 2022, la commune comptait 2 344 habitants, en évolution de +25,41 % par rapport à 2016 (Ille-et-Vilaine : +5,46 %, France hors Mayotte : +2,11 %).
| 1793 | 1800 | 1806 | 1821 | 1831 | 1836 | 1841 | 1846 | 1851 |
| ---- | ---- | ---- | ---- | ---- | ---- | ---- | ---- | ---- |
| 501  | 653  | 581  | 672  | 645  | 607  | 646  | 652  | 648  |

| 1856 | 1861 | 1866 | 1872 | 1876 | 1881 | 1886 | 1891 | 1896 |
| ---- | ---- | ---- | ---- | ---- | ---- | ---- | ---- | ---- |
| 650  | 644  | 577  | 519  | 559  | 604  | 624  | 600  | 576  |

| 1901 | 1906 | 1911 | 1921 | 1926 | 1931 | 1936 | 1946 | 1954 |
| ---- | ---- | ---- | ---- | ---- | ---- | ---- | ---- | ---- |
| 616  | 558  | 549  | 476  | 484  | 456  | 450  | 505  | 518  |

| 1962 | 1968 | 1975 | 1982  | 1990  | 1999  | 2004  | 2006  | 2009  |
| ---- | ---- | ---- | ----- | ----- | ----- | ----- | ----- | ----- |
| 521  | 716  | 809  | 1 003 | 1 290 | 1 393 | 1 650 | 1 721 | 1 756 |

| 2014  | 2019  | 2022  | - | - | - | - | - | - |
| ----- | ----- | ----- | - | - | - | - | - | - |
| 1 820 | 2 206 | 2 344 | - | - | - | - | - | - |

## Lieux et monuments
Il y a 207 fiches d'inventaire d'éléments du patrimoine pour la commune. Parmi eux :
- L'église Saint-Armel, dédiée à saint Armel, est le seul monument historique protégé de la commune ; elle a été inscrite en 1988[27]. Elle renferme un chemin de croix de style art déco, réalisé par le peintre breton Louis Garin en 1932, en plâtre moulé peint faux bois et doré. signé en creux dans l'angle inférieur gauche[28].
- La fontaine Saint-Armel : cette fontaine de dévotion était le lieu traditionnel de dévotion au saint (sa première mention date de 1624 lors d'une épidémie de peste, mais elle est certainement plus ancienne : selon la tradition, c'est saint Armel qui aurait fait jaillir l'eau une année de sécheresse). Vers 1875 elle était dans un état lamentable, mais fut restaurée peu après, et ornée d'une statue de style sulpicien (remplacée depuis par une statue plus ancienne) afin de remettre à l'honneur le pèlerinage[29] effectué notamment pour invoquer la pluie : pour ce faire, on trempait le pied de la croix dans l'eau da la fontaine[30].

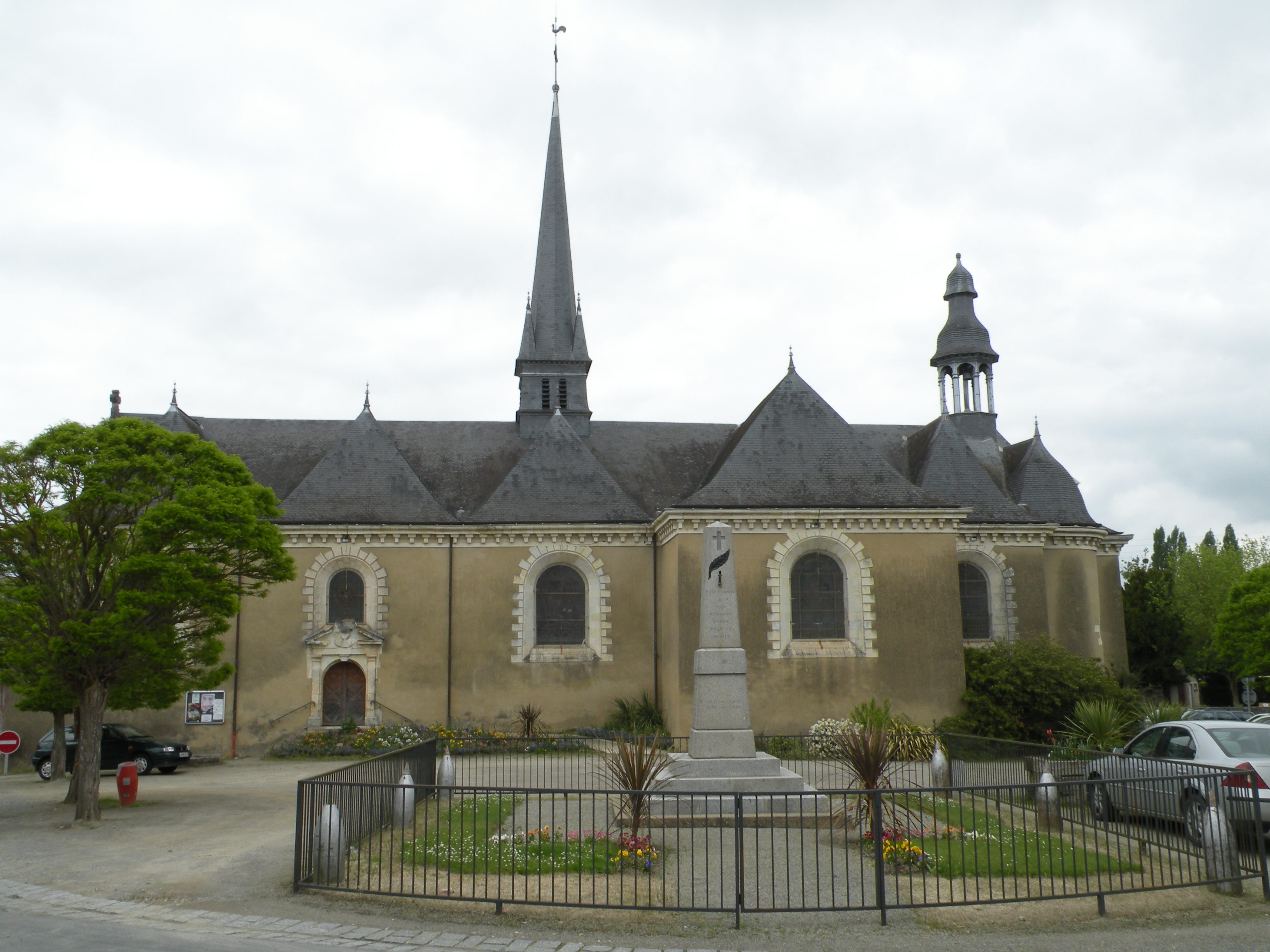
L'église Saint-Armel.
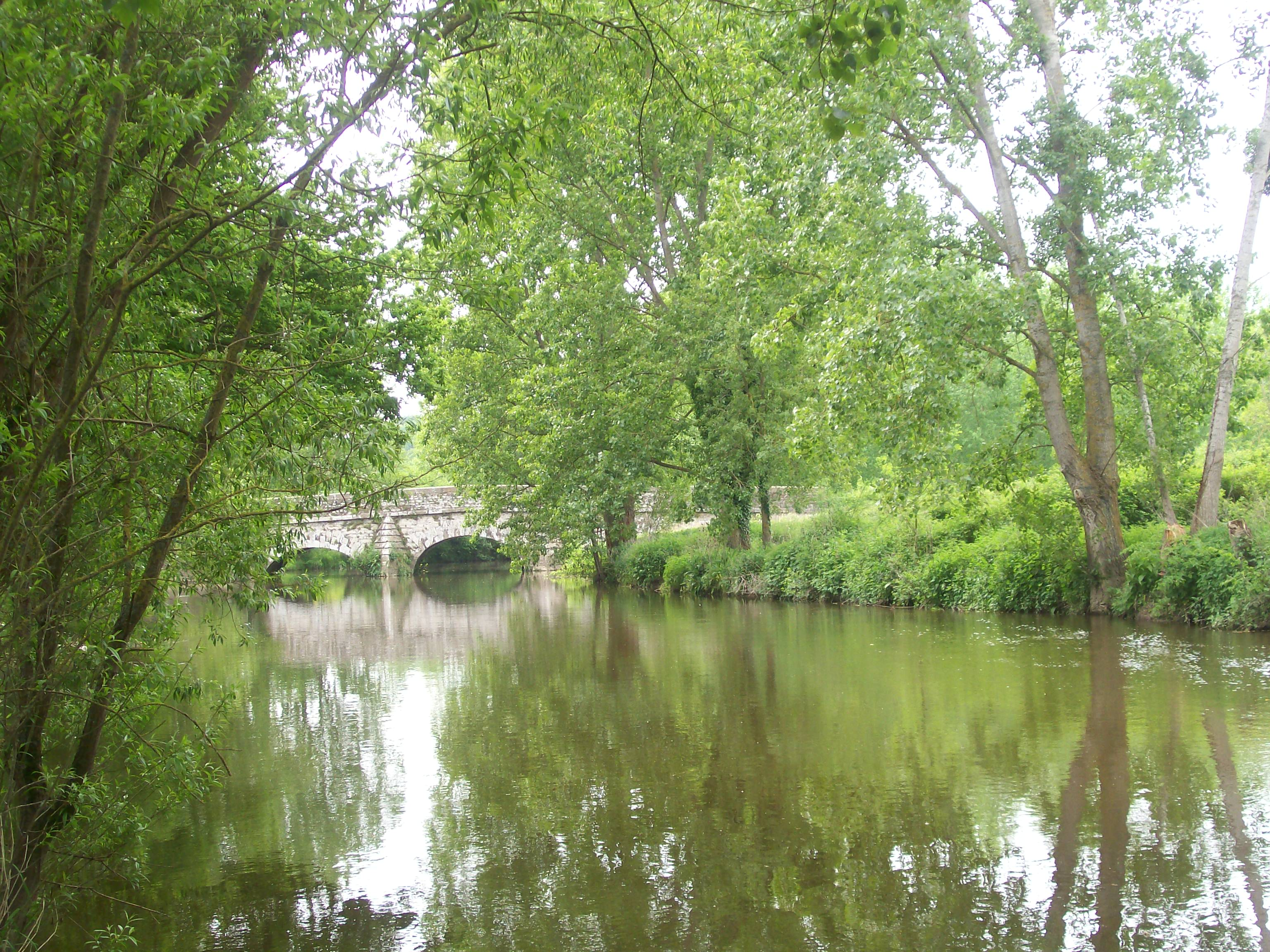
Le pont de Vaugon marque la limite avec Vern-sur-Seiche.
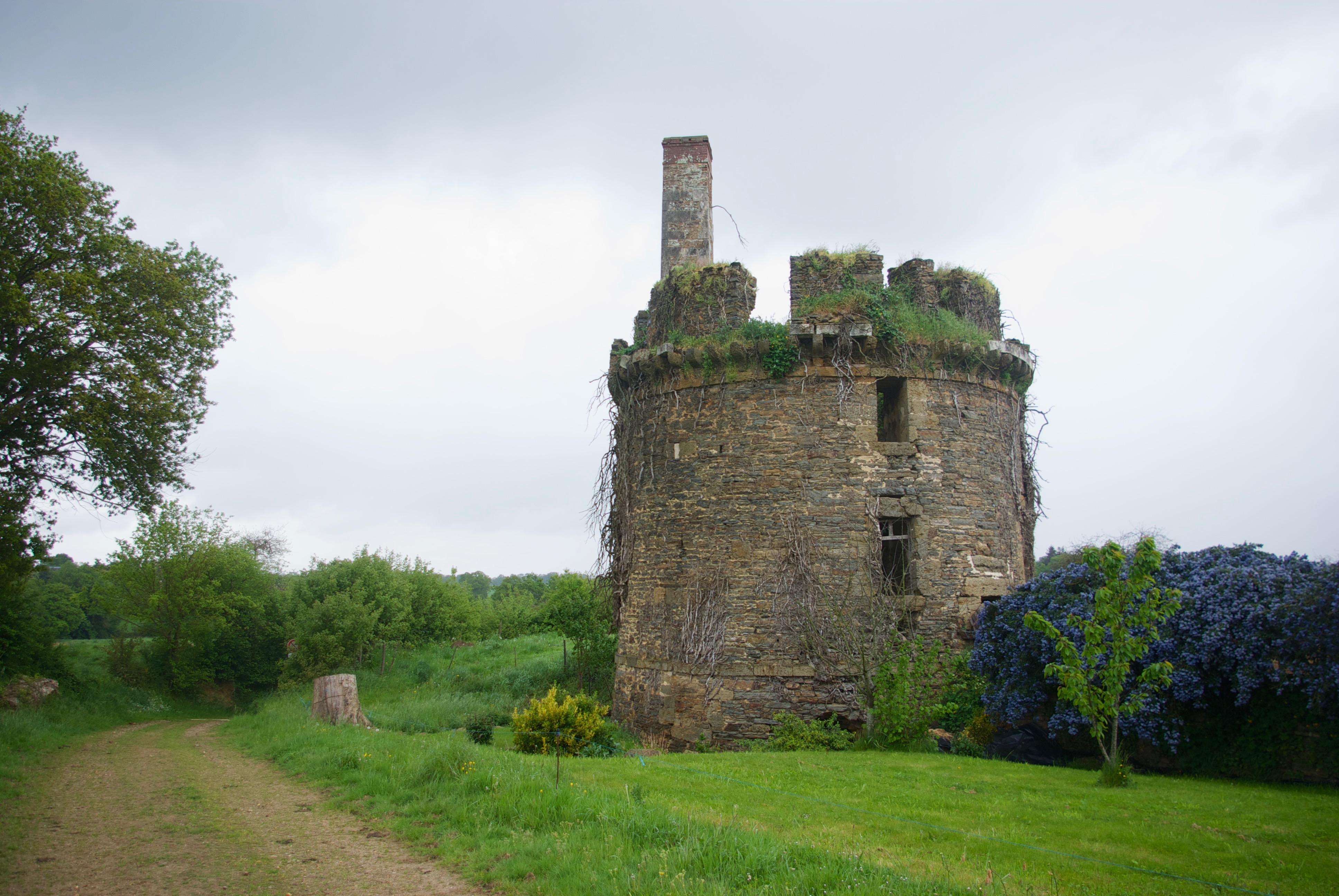
Ancienne tour du château de Chambière.

### Monuments aux morts
Le monument aux morts se situe sur la place de l'Église. Il a été commandé par la municipalité en hommage à la mémoire de ses enfants morts pour la France lors de la Première Guerre mondiale. Par la suite, les noms de ceux morts pendant la Seconde Guerre mondiale ont été ajoutés.

## Personnalités liées à la commune
- Saint-Armel des Boschaux.
- Aurélien Berthelot.